# 堂島グランドビル
堂島グランドビル（どうじまグランドビル）は、大阪市北区堂島に所在するオフィスビルである。

## 概要
旧第一銀行系の不動産会社である清和綜合建物が所有管理するオフィスビルである。基準階面積644.10坪。ドージマ地下センターともつながっている。
1958年（昭和33年）竣工の「堂島第一ビル」を建て替え、1979年（昭和54年）6月に竣工した。設計・施工は清水建設。当初の所有権比率は、清和興業（現 清和綜合建物）50%、古河不動産（現 古河機械金属）40%、第一地所（後の中央不動産、現 中央日本土地建物）10%であった。
2008年（平成20年）8月には、古河機械金属が持ち分40%を53億円で清和綜合建物に譲渡した。

## 主な入居者
- 清和綜合建物 大阪事業部、堂島営業所
- 京都放送 大阪支社[5]
- テレビ和歌山 大阪支社[6]
- 福島中央テレビ 大阪支社[7]
- 鉄建建設 大阪支店[8]
- SERIOホールディングス 本社[9]

かつての入居者
- みずほ銀行 堂島支店
- エディオン 本社
- サガテレビ 大阪支社

なお、当ビルの住所（大阪府大阪市北区堂島1丁目5番17号）を所在地（本店）として登記している法人は37法人ある（2023年8月12日時点）。